# Rosie Lourde
Pour les articles homonymes, voir Rosie et Lourde.
Rosie Lourde est une actrice, réalisatrice, productrice et scénariste australienne.

## Biographie
Rosie Lourde s'est fait connaître pour son rôle de Darcy dans la série saphique Starting From … Now!,.

## Filmographie

### Actrice

#### Cinéma
- 2013 : Felony : Jemma
- 2014 : The Navigator : Olivia Lou
- 2016 : Embedded : Jade
- 2016 : Restoration : Talia Klein
- 2017 : Chocolate Oyster
- 2017 : Rip Tide : Pilot

#### Courts-métrages
- 2013 : The Fort
- 2015 : Between Lovers

#### Télévision
Séries télévisées
- 2012 : Rake : Press
- 2014-2016 : Starting From... Now : Darcy Peters
- 2016 : Cleverman : Director

### Réalisatrice

#### Courts-métrages
- 2017 : Breach VR

### Productrice

#### Cinéma
- 2015 : Skin Deep

#### Courts-métrages
- 2017 : Breach VR

#### Télévision
Séries télévisées
- 2014-2016 : Starting From... Now

### Scénariste

#### Courts-métrages
- 2017 : Breach VR